# Ludwig von Senarclens-Grancy

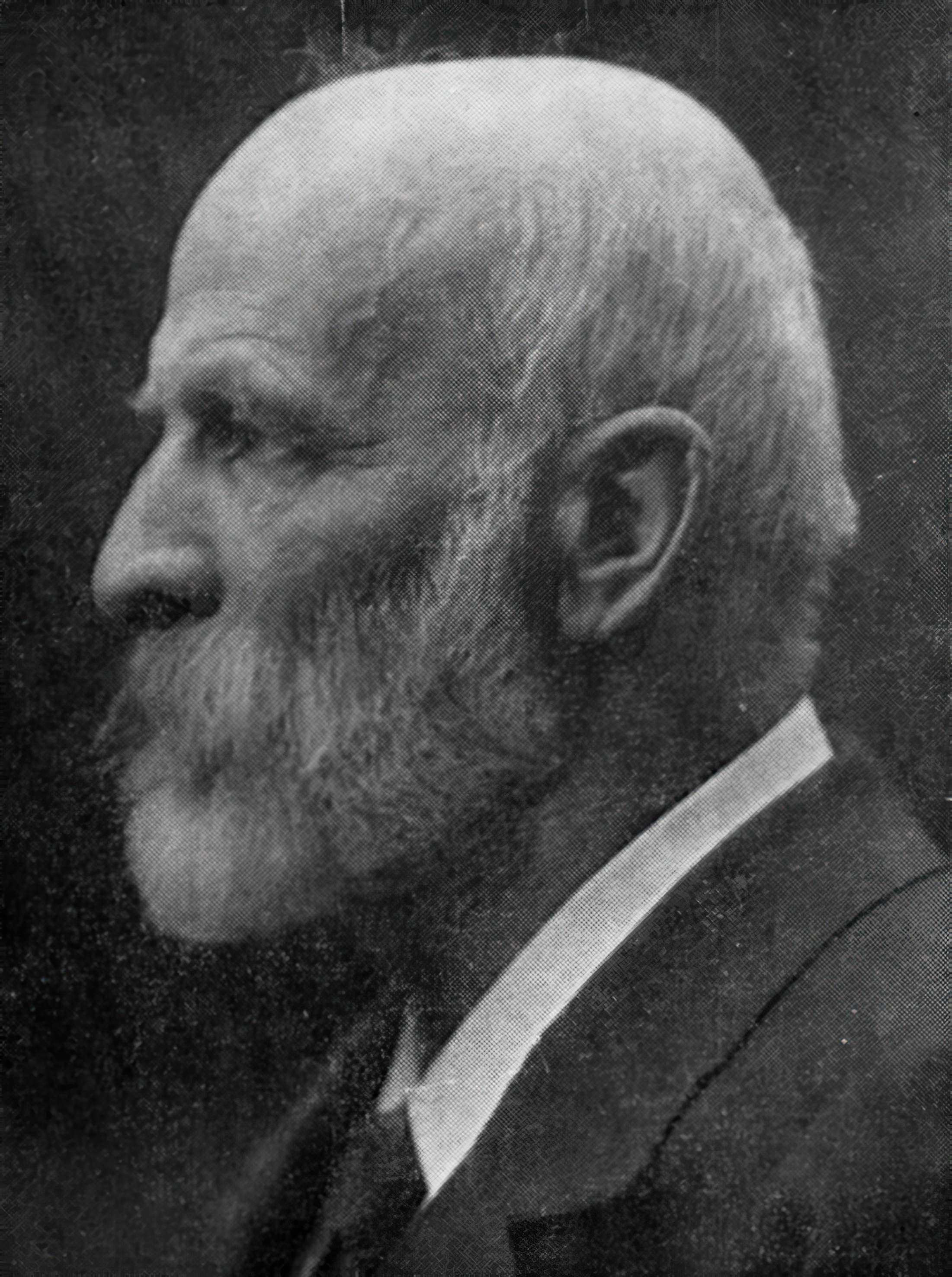
Ludwig von Senarclens-Grancy

Ludwig Freiherr von Senarclens-Grancy (* 9. Juni 1839 in Darmstadt; † 2. Februar 1910 ebenda) war Direktor der Provinz Starkenburg des Großherzogtums Hessen.

## Familie
Ludwig von Senarclens-Grancy war der Sohn des Generalmajors und Kammerherren August Ludwig Freiherr von Senarclens-Grancy (1794–1871) und seiner Frau, Luise Gräfin von Otting und Fünststetten (1810–1876). Er besuchte das Großherzogliche Gymnasium, das er im Herbst 1858 mit dem Studienziel „Jurisprudenz“ abschloss.
Ludwig von Senarclens-Grancy heiratete 1870 Amalie Freiin von Löw zu Steinfurth (1852–1936), Tochter des Majors Wilhelm von Löw zu Steinfurth. Aus dieser Ehe gingen hervor:
- Marie Luise (1871–1943)
- Elisabeth Wilhelmine (1874–1944)
- Camilla Helmine Rosamunde Konstanze (1876–1944)
- Heinrich (* 1879)
- Amelie Wilhelmine Maria (1884–1944)[2]

Die drei jüngeren Töchter starben beim Luftangriff auf Darmstadt in der Nacht vom 11./12. September 1944.

## Karriere
Nicht zuletzt aufgrund der Förderung durch Prinz Alexander von Hessen-Darmstadt, der wahrscheinlich sein Halbbruder war, machte Ludwig von Senarclens-Grancy Karriere als Jurist und als Beamter in der Verwaltung des Großherzogtums Hessen. 1867 wurde er sowohl Hofjunker als auch Akzessist in der Verwaltung. 1874 wurde er Assessor in der Verwaltung des Kreises Lauterbach, 1879 beim Kreis Darmstadt. Zum Regierungsrat befördert wechselte er 1888 zur Direktion der Provinz Rheinhessen in Mainz. 1891 wurde er Kreisrat im Kreis Heppenheim, 1899 im Kreis Darmstadt, ein Amt, das mit dem des Direktors der Provinz Starkenburg verbunden war und das er bis zu seinem Tod 1910 innehatte.

## Ehrungen

### Hofchargen
- 1867 Hofjunker[2]
- 1877 Kammerjunker[2]
- 1881 Kammerherr[2]

### Auszeichnungen
- 1897 Ritterkreuz I. Klasse des Verdienstordens Philipps des Großmütigen
- 1901 Verleihung des Komturkreuzes des Verdienstordens Philipps des Großmütigen[2]
- 1905 Geheimrat[2]
- 1910 Geheimer Regierungsrat[2]